# Carlina salicifolia var. salicifolia
Carlina salicifolia subsp. salicifolia é uma variedade de planta com flor pertencente à família Asteraceae.

## Portugal
Trata-se de uma variedade presente no território português, nomeadamente no Arquipélago da Madeira.
Em termos de naturalidade é endémica da Região Macaronésia.

## Protecção
Não se encontra protegida por legislação portuguesa ou da Comunidade Europeia.